# Placido Rizzotto (film)
Placido Rizzotto è un film italiano del 2000 diretto da Pasquale Scimeca.

## Trama
Il film narra la vita e l'impegno politico del sindacalista Placido Rizzotto, segretario della Camera del Lavoro di Corleone, rapito e ucciso da sicari di Luciano Liggio il 10 marzo 1948.

## Riprese
Il film è stato girato a Isnello, nella provincia di Palermo.

## Distribuzione
Il film è stato presentato all'interno della sezione Cinema del Presente alla 57ª Mostra Internazionale del Cinema di Venezia.

## Accoglienza
La pellicola è stata criticata da esponenti storici della sinistra come Emanuele Macaluso e Ottaviano Del Turco, contrariati dalla scelta del regista di non fare alcun riferimento circa la militanza di Rizzotto nel Partito Socialista Italiano.